# Hachpat
Hachpat (orm. Սանահին) – wieś w północnej Armenii, w prowincji Lorri, leżąca w odległości 10 km od miasta Alawerdi.
Miejscowość jest znana z X-wiecznego kompleksu klasztornego Hachpat zbudowanego za panowania króla Aszota III (952-977), wpisanego w 1996 na Listę Światowego Dziedzictwa UNESCO.